# Copiapoa decorticans
Copiapoa decorticans är en art inom randkaktussläktet och familjen kaktusväxter, som har sin naturliga utbredning i Chile.

## Beskrivning
Copiapoa decorticans är en glest tuvbildande, gulgrön, kaktus som blir upp till 40 centimeter hög och 4 till 8 centimeter i diameter. Själva tuvan kan bli upp till 1,5 meter i diameter. Varje huvud är uppdelad i 14 till 20 åsar som blir 7 millimeter breda och lika höga. På åsarna sitter 1 till 4 centraltaggar som antingen är kraftiga och blir upp till 10 millimeter långa, eller tunna och blir upp till 23 millimeter långa. Runt dessa sitter 8 till 12 liknande radiärtaggar som blir 5 till 15 millimeter långa. Till en början är taggarna svarta men blir grå med åldern. Blommknopparna är rödaktiga men blomman är gul och blir upp till 3 centimeter i diameter. Frukten är rödbrun och blir cirka 1 centimeter stor. Fröna är brett ovala, blankt brunsvarta och cirka 1,4 millimeter stora.